# 231 هـ
231 هـ هي سنة في التقويم الهجري امتدت مقابلةً في التقويم الميلادي بين سنتي 845 و846.

## مواليد
- المعتز بالله
- محمد المعتز بالله

## وفيات
- ابن سلام الجمحي
- أبو عبد الله بن الأعرابي
- أبو نصر الباهلي
- محمد بن سعدان الضرير
- يحيى بن عبد الله بن بكير
- ابن الأعرابي
- يوسف بن يحيى البويطي